# Castello di Aubonne

Il castello di Aubonne (in francese Château d'Aubonne) si trova nel comune di Aubonne, nel canton Vaud, Svizzera. Si tratta di un bene culturale d'importanza nazionale, la cui costruzione iniziò nel XII secolo.

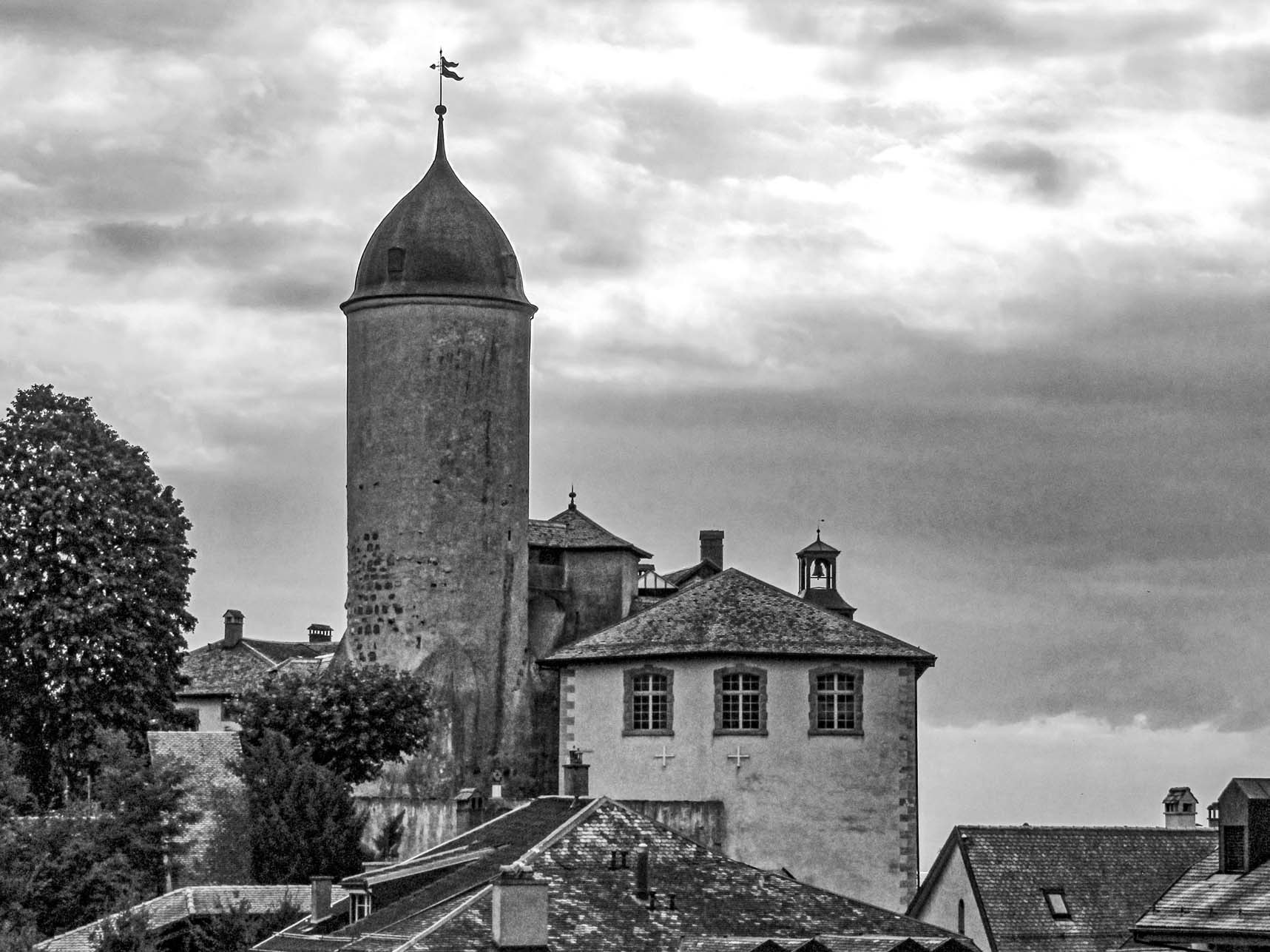
Veduta